# Cité Mer et Soleil (métro d'Alger)
Cité Mer et Soleil est une station de la ligne 1 du métro d'Alger. Elle est située à la limite des communes d'Hussein Dey et El Magharia, elle dessert les quartiers Mer et Soleil et Panorama.

## Caractéristiques
La station est située en contrebas de la cité Mer et Soleil, sur le chemin Fernane-Hanafi (ex-Vauban), sur les hauteurs de la commune d'Hussein Dey.

## Accès
- Accès n°1 : impasse Mohamed Lalouane
- Accès n°3 : rue Ali Madouche
- Accès n°3 : boulevard Fernane Hannafi

## A proximité
- Bureau de poste
- Mosquée Larbi Tebessi
- Tribunal d'Hussein Dey
- École Paramédicale
- École Al Azhar
- École Mohamed Khemisti

## Galerie d'images

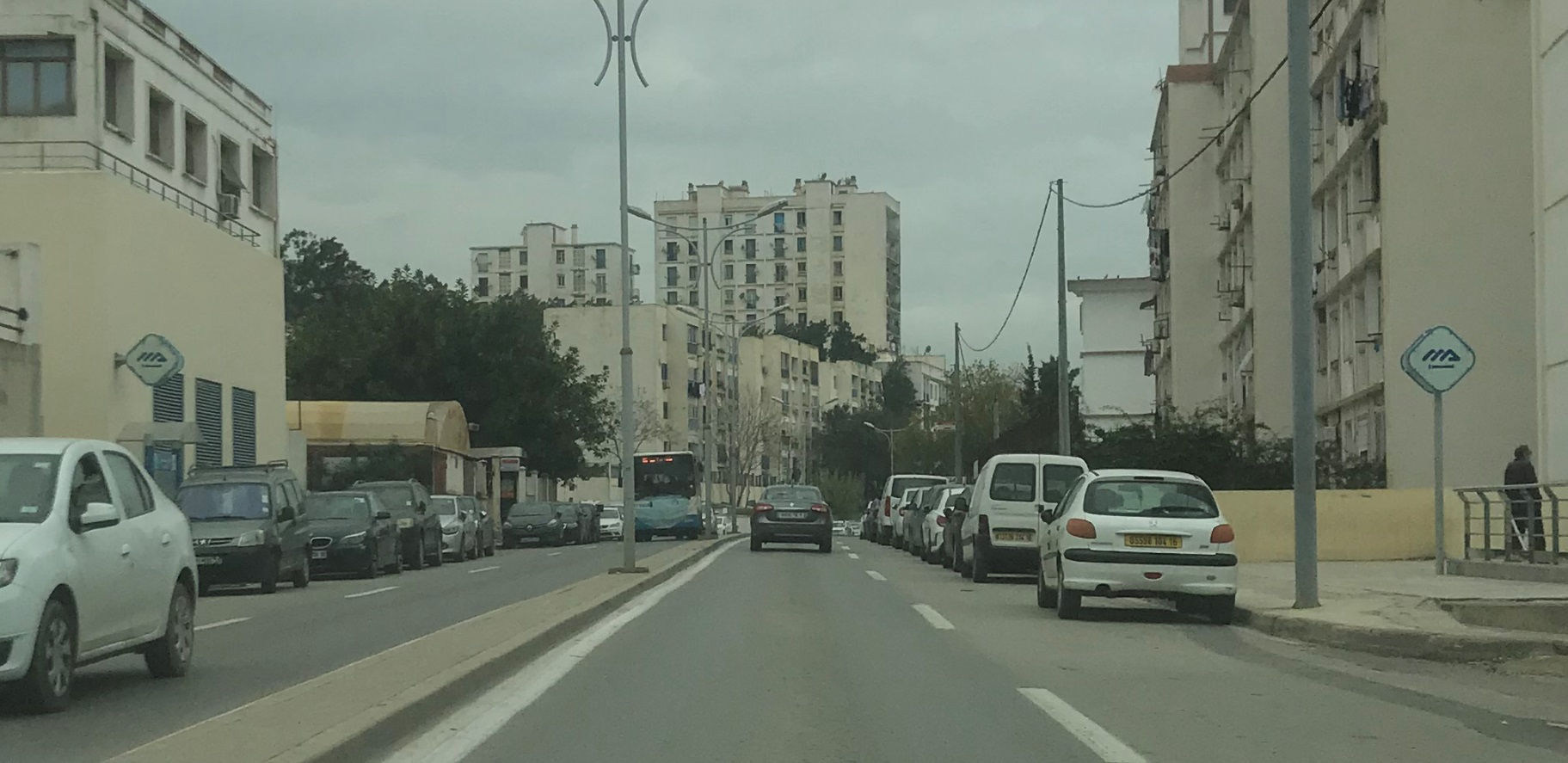
Les deux bouches d'accès de part et d'autre de la route
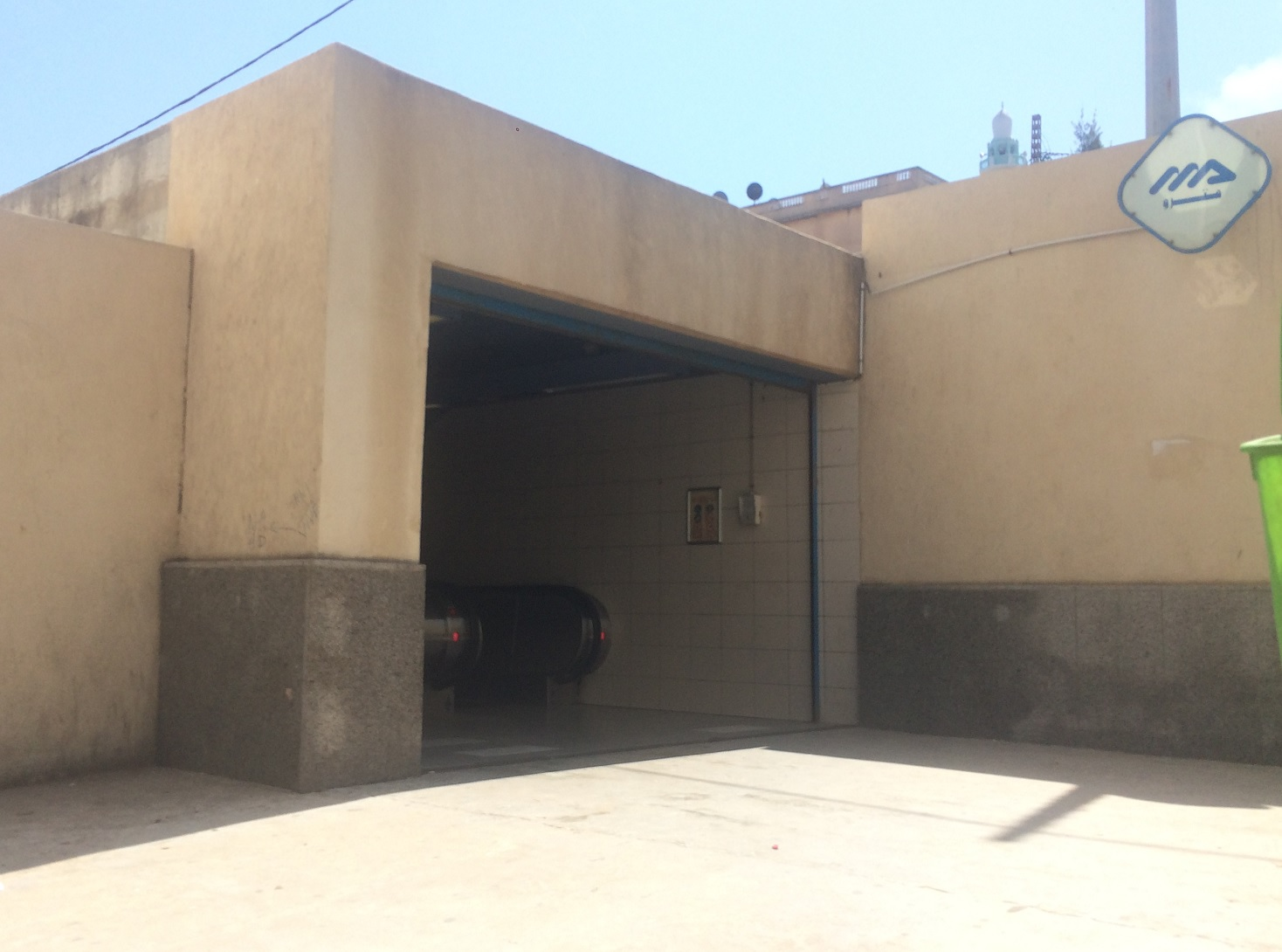
Accès n°2 de la station Mer et Soleil
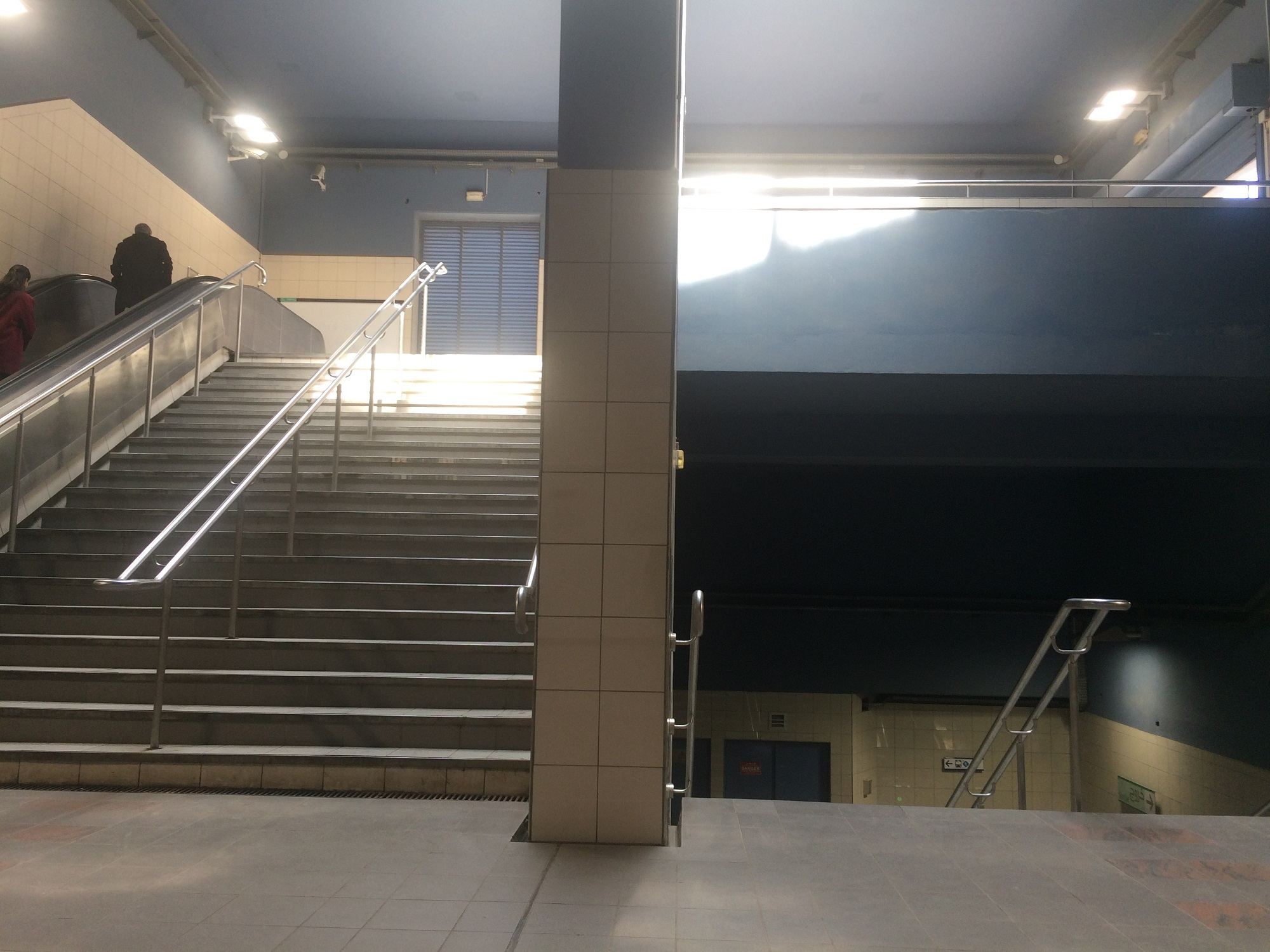
Escalier d'accès à la station Mer et Soleil